# Szczuczyn (województwo podlaskie)
Szczuczyn – miasto w woj. podlaskim, w powiecie grajewskim, położone około 50 km na północny wschód od Łomży. Siedziba gminy miejsko-wiejskiej Szczuczyn. W latach 1975–1998 miasto administracyjnie należało do woj. łomżyńskiego.
Przez miasto przepływa Wissa, niewielka rzeka, dopływ Biebrzy. Ośrodek usługowy; drobny przemysł: spożywczy, skórzany i ceramiczny.
Szczuczyn leży w dawnej ziemi wiskiej na historycznym Mazowszu, na obszarze stanowiącym we wczesnym średniowieczu część Jaćwieży zamieszkaną przez bałtyckie plemię Połekszan. Uzyskał lokację miejską w 1692 roku.

## Historia

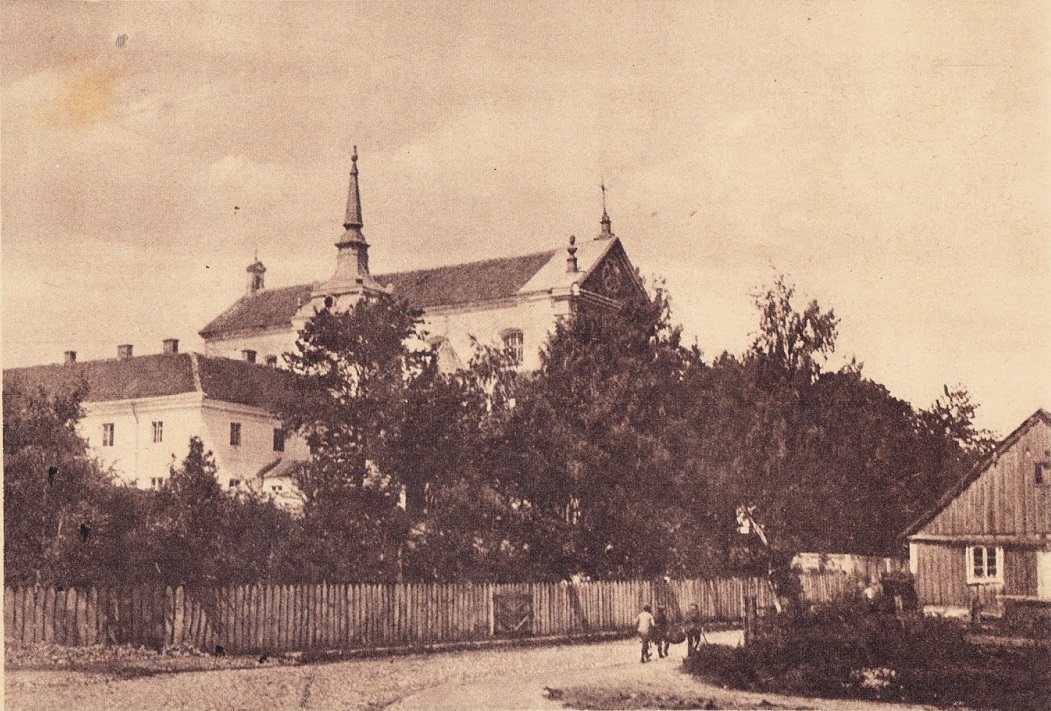
Zespół popijarski (1697–1711 r.) – południowo-zachodnia strona kościoła (foto:1918)

Około 1425 r. nad Wissą osiedlili się Szczukowie, pochodzący z północnego Mazowsza. Przywilejem z dnia 16 października 1436 książę Władysław ponownie nadał i sprzedał Falisławowi i Marcinowi Szczukom 55 włók ziemi po obu stronach Wissy. Na tych ziemiach powstała wieś Szczuki Litwa. Wieś ta w 1651 przeszła w ręce Jana Ławskiego. W 1683 ziemię odkupił Stanisław Antoni Szczuka, sekretarz i zaufany dyplomata króla Jana III Sobieskiego. Szlachcic zgromadził inne ziemie w tej okolicy. W latach 1689–1691 rozpoczął się pierwszy etap budowy miasta Szczuczyna. 9 listopada 1692 uznaje się za datę powstania miasta. Po wielkim pożarze w 1699 miasto zostało odbudowane przez S. A. Szczukę. Jan III Sobieski nadał Szczuczynowi prawa miejskie magdeburskie. Był on fundatorem barokowego zespołu kościoła, kolegium i klasztoru, jako wotum wdzięczności za wiktorię wiedeńską. W 1700 r. rozpoczęło tu działalność kolegium pijarskie. W 1721 r., już po śmierci S. A. Szczuki, powstała w Szczuczynie szkoła dla dziewcząt. Szczuczyńskie kolegium kończyli zasłużeni uczeni: Jakub Falkowski, Antoni Waga, Jakub Waga, Teodor Waga, Bronisław Trentowski. Uczył się tu Józef Andrzej Załuski. Istniał tutaj pierwszy w Polsce instytut dla głuchoniemych, który w 1816 r. przeniesiono do Warszawy. W XIX wieku na rozwój Szczuczyna wpłynęło poprowadzenie nowej drogi z Warszawy do Kowna, która ominęła pobliską Wąsosz.
W 1858 r. powstał w Szczuczynie szpital pw. św. Stanisława.
W Szczuczynie od wieków istniała prężna, zamożna i liczna wspólnota żydowska. Według danych z 1921 roku w Szczuczynie mieszkało 2506 Żydów, co stanowiło 56% ludności miasteczka. W momencie wybuchu II wojny światowej liczebność szczuczyńskiego sztetlu wynosiła około 3000 osób.
W 1954 roku do Szczuczyna włączono wieś Barany.

### Pogrom w Szczuczynie
Wkrótce po wkroczeniu Niemców w czerwcu 1941, współpracujący z Gestapo mieszkaniec miasta Mieczysław Kosmowski razem ze swoimi braćmi oraz miejscowym kowalem Stanisławem Peniukiem – mianowanym przez niemieckiego okupanta burmistrzem, zgromadzili grupę Polaków, którzy w dniach 27 i 28 czerwca zaatakowali Żydów w czterech różnych lokalizacjach w Szczuczynie, mordując 300–400 osób.

### Zbrodnia w Szczuczynie
Zbrodni na jedenastu (a jak podają inne źródła – dwunastu) młodych żydowskich kobietach pochodzących z getta w Szczuczynie dokonano u gospodyni Duda w Szczuczynie w sierpniu 1941 roku. Kobiety zostały zatrudnione przy pracach polowych. Zatłuczono je kosami, motykami i pałkami, jedną z nich przed zamordowaniem zbiorowo zgwałcono, a potem ciała wszystkich zakopano w dwóch zbiorowych grobach. Sprawcami byli mężczyźni ze Szczuczyna i okolic. Z sześciu oprawców, trzech z nich (Dominik Gąsiewski, Kazimierz Danowski i Jan Marczykowski) wcześniej brało udział w mordzie w Bzurach. Działali z pobudek rasistowskich i chęci zrabowania odzieży po zamordowanych.

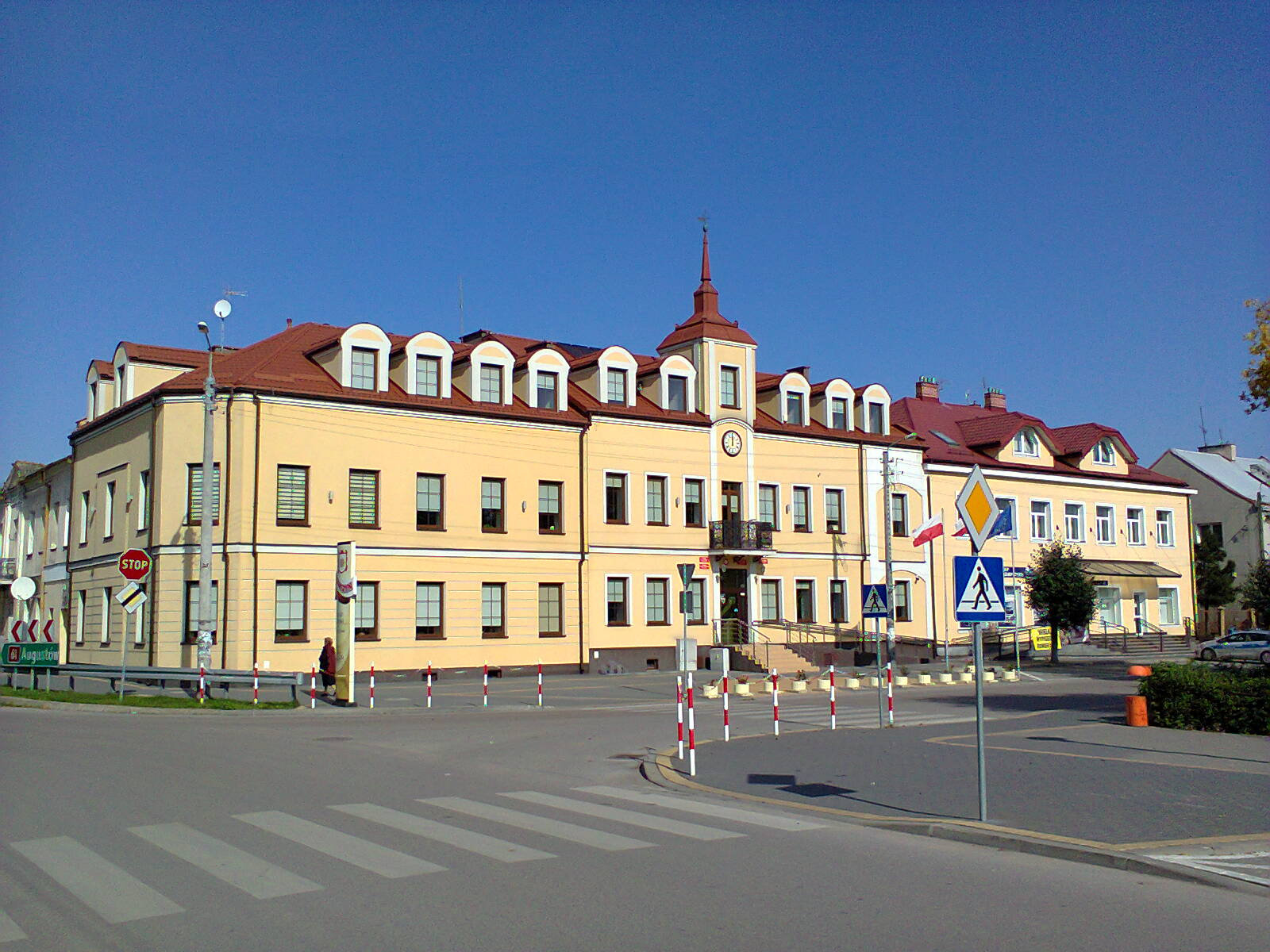
Urząd Miejski w Szczuczynie

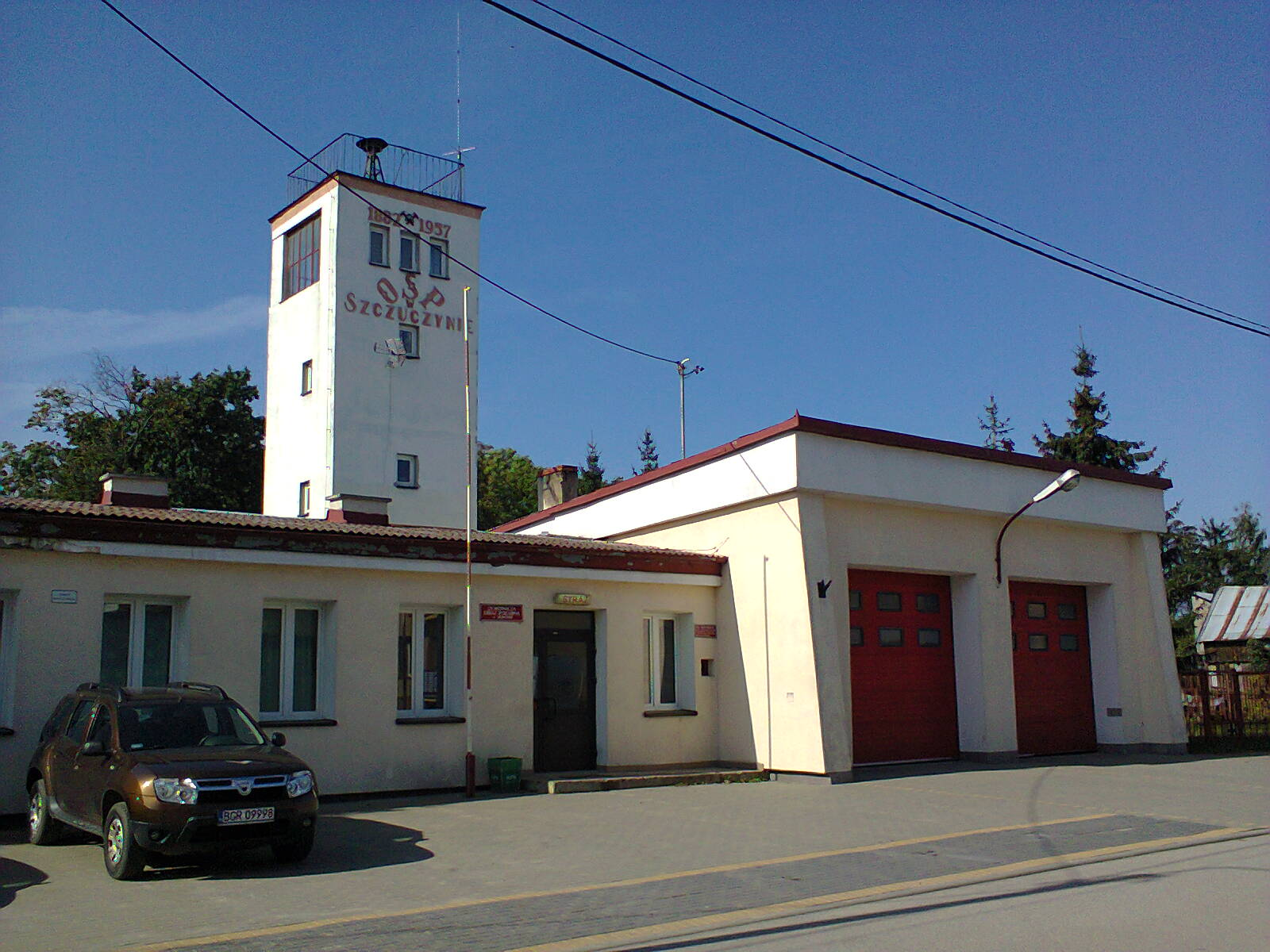
Remiza i wieża strażacka w Szczuczynie

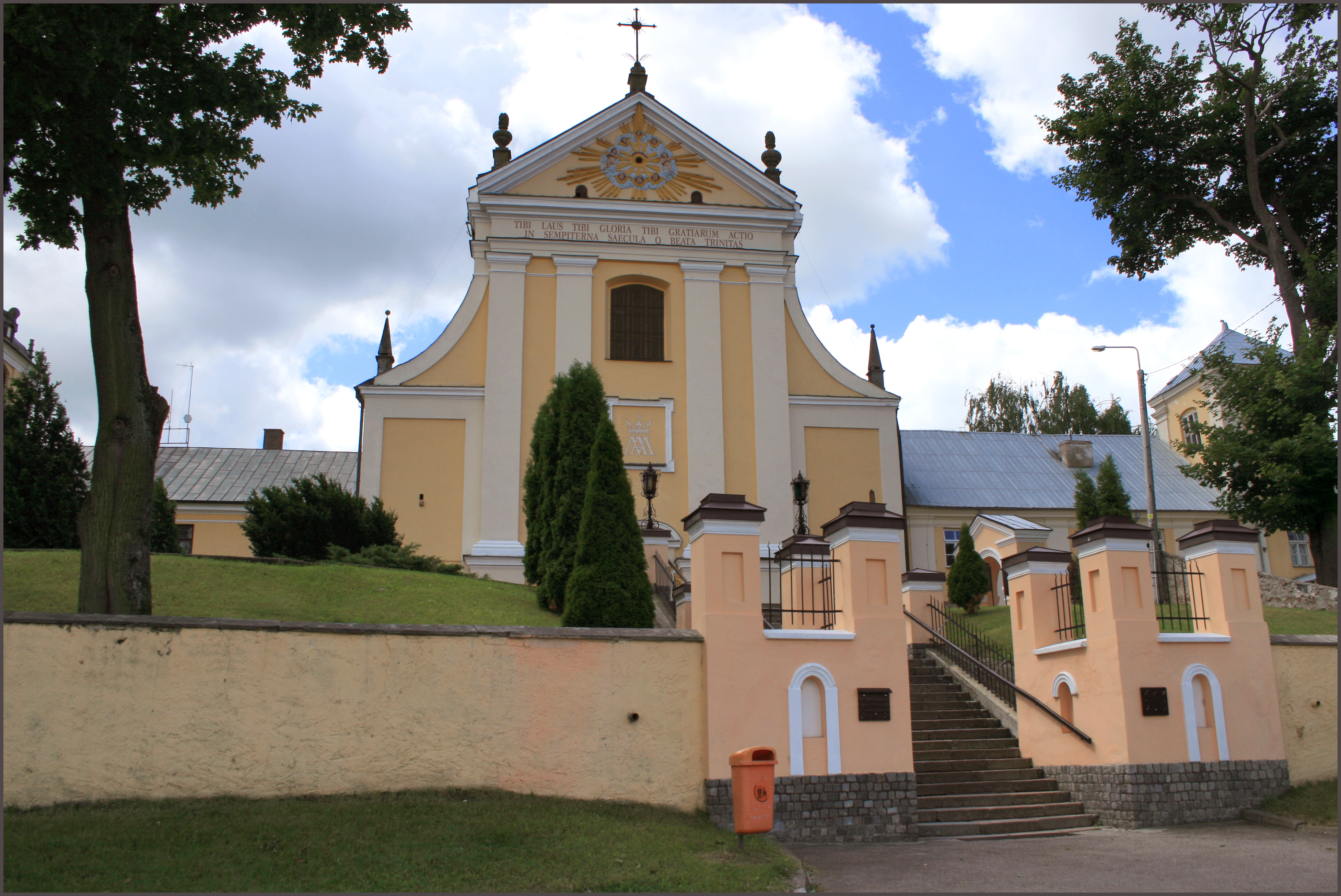
Kościół pijarów w Szczuczynie

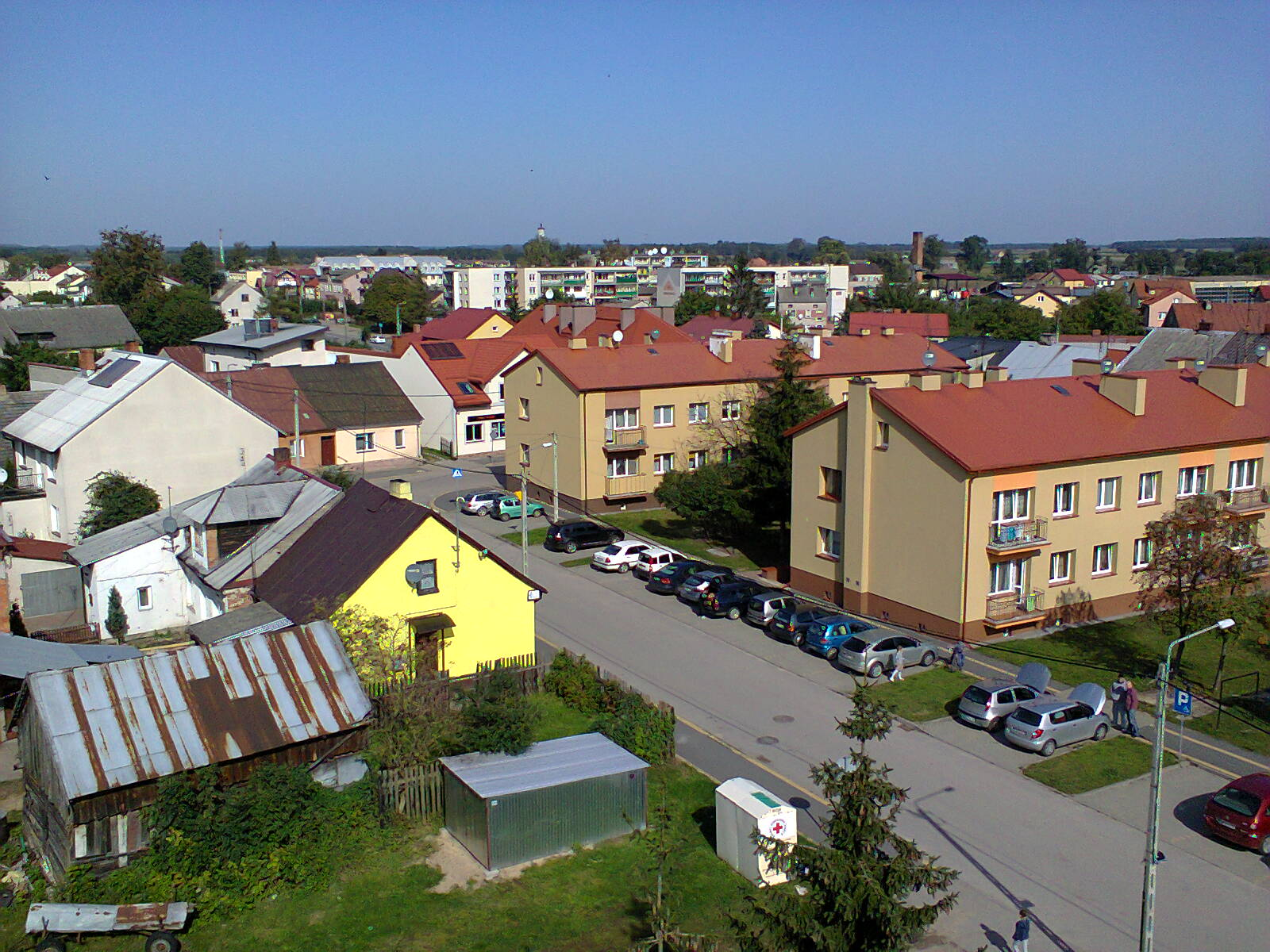
Widok z wieży strażackiej w kierunku północnym

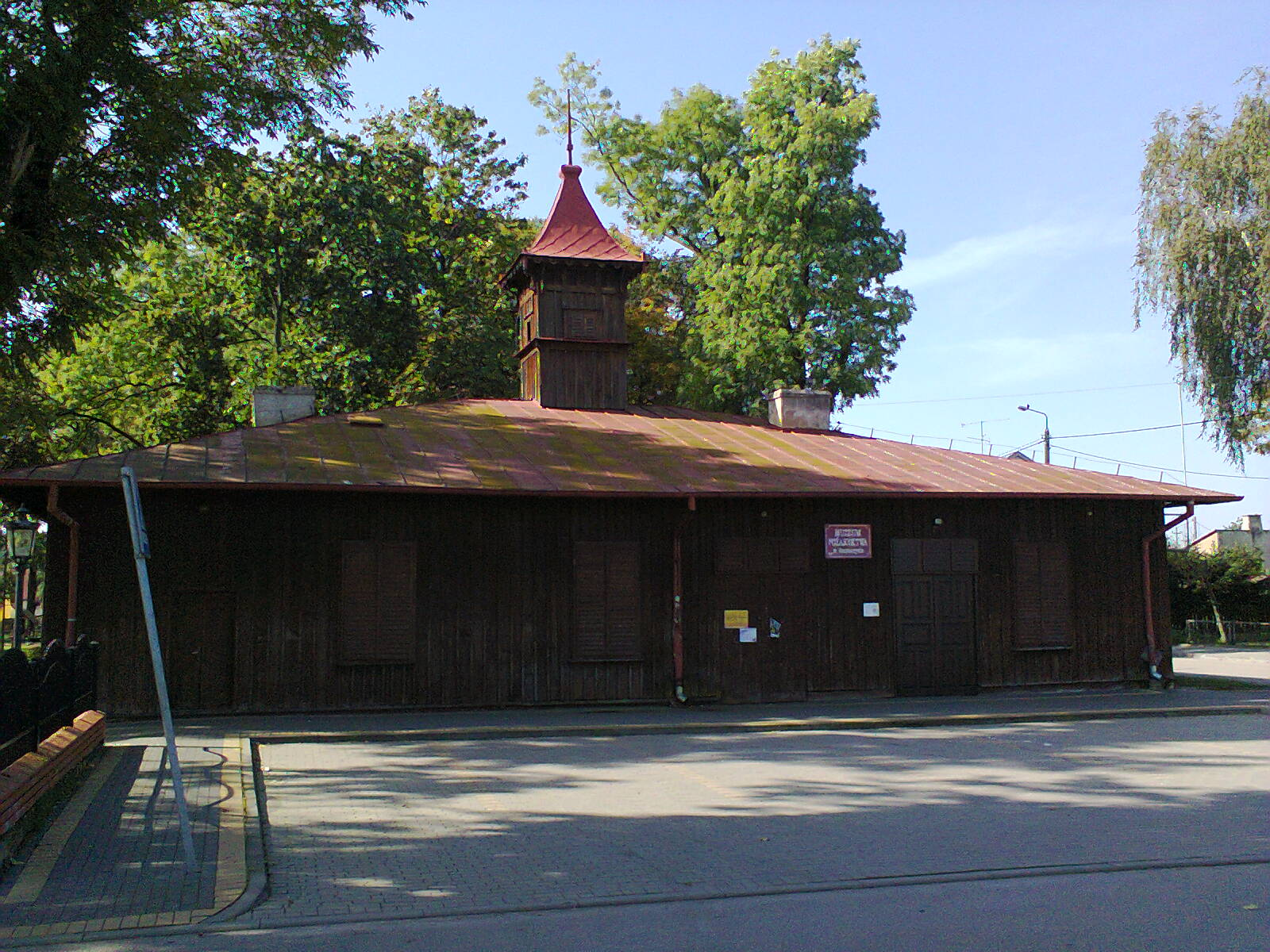
Muzeum Pożarnictwa w Szczuczynie

## Zabytki
Zachowane
- klasztor barokowy zakonu Pijarów budowany w latach 1697–1711 (1743?), projektu Józefa Pioli, budowę prowadził Józef Fontana. Fundował go Stanisław Antoni Szczuka i król Jan III Sobieski
- kościół pw. Najświętszej Marii Panny z 1701–1711 roku w stylu barokowym. Jest to kościół parafialny. Dekoracja sztukatorska wnętrza została wykonana przez Francesco Maino w 1708 roku.
  - ołtarz z obrazem Madonny, barokowy z XVI-wieku ze srebrną sukienką przesłaną przez papieża Innocentego XIII
  - obraz „Widzenie św. Józefa Kalasantego” namalowany przez Jerzego Siemiginowskiego, nadwornego malarza Jana III Sobieskiego, w ołtarzu prawej nawy.
  - krucyfiks, barokowy z początku XVII w.
- kolegium Pijarów z 1706 (1708) roku w stylu barokowym dla 300 uczniów
- zespół Poczty Polskiej zbudowany w stylu klasycznym, w 1863 r. W skład zespołu wchodzą:
  - poczta
  - stajnia
  - wozownia
- barokowe założenie miejskie z końca XVII wieku.
- najstarszy budynek w Szczuczynie pochodzi z 1690 r. Jednopiętrowy dom właścicieli miasta Szczuków, przy ul. Plac Tysiąclecia 1, mieści dziś 2 sklepy i mieszkania lokatorskie na piętrze.
- dom Żyda „Ozerowicza” z 1853 r. przy ul. Kościelnej 1 – po spaleniu odbudowany i użytkowany przez Ognisko Muzyczne (na piętrze) i Księgarnię od ul. Kościelnej i Gumiennej. Obecnie od ul. Gumiennej (od wschodu) mieści się Sklep Odzieży Używanej, od północnego wschodu (róg ul. Kościelnej i gumiennej) Księgarnia, na piętrze mieszkanie lokatorskie
- pomnik przyrody – 1 klon z 1918 r. stoi na Placu Tysiąclecia.
- cmentarz żydowski

Niezachowane

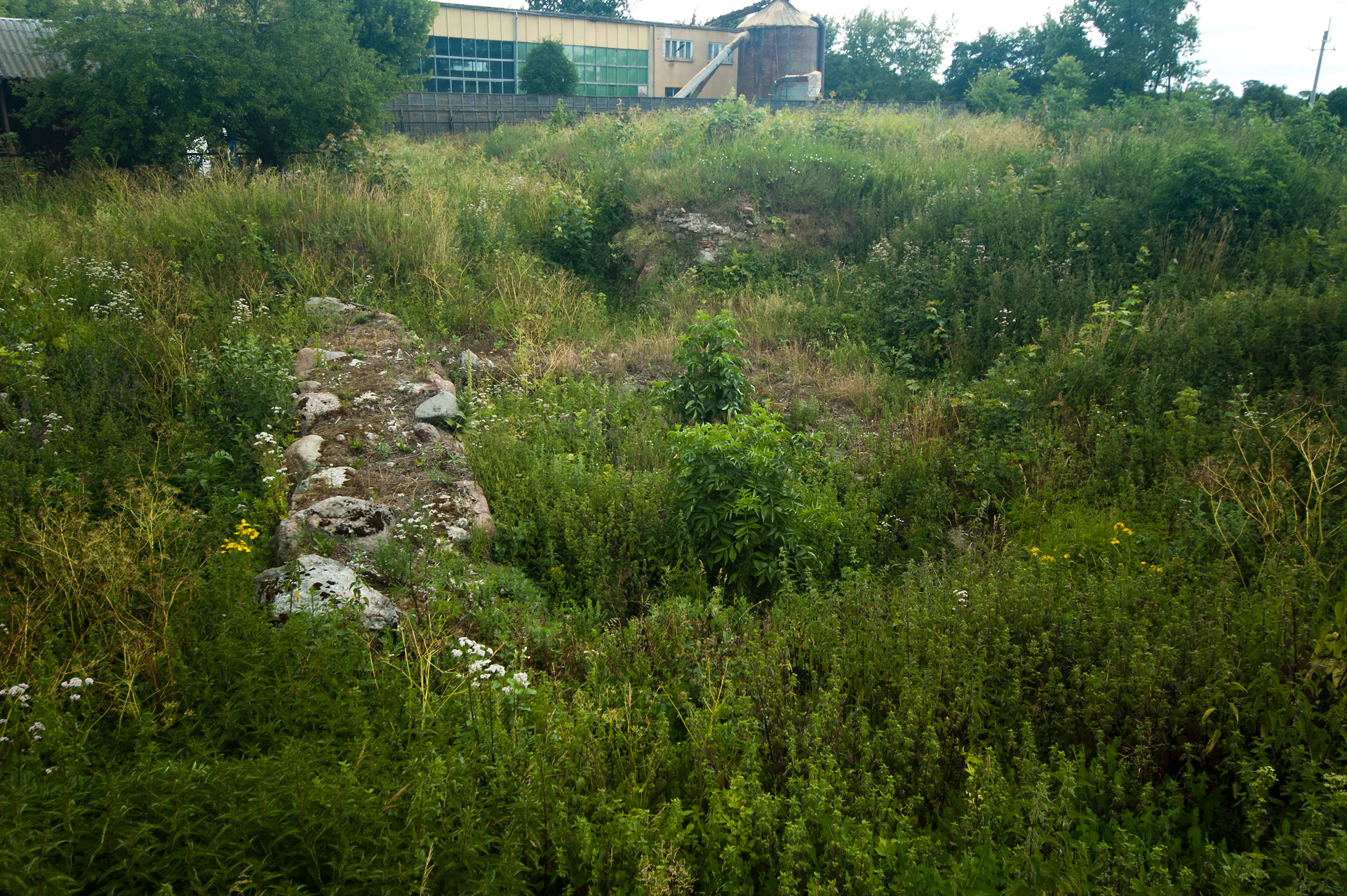
Pozostałości pałacu Szczuków

- pałac rodu Szczuków w stylu barokowym z 1687–1690 roku, projektu Józefa Piola, budowę prowadził Józef Fontana. Przebudowany w latach 1705–1709 na pałac na planie prostokąta z dwoma narożnymi alkierzami. Zniszczony został w 1712 roku (Wojna Północna). Fundamenty odkryto w latach 1966–1967 i 1977–1979. Leżał na wschód od ulicy Kilińskiego i na północ od rz.Księżanki. Rezydencja Szczuków[16]. Obecnie są plany wyeksponowania ruin.
- ratusz w stylu barokowym z 12 kramnicami stał na Starym Rynku (dziś Plac Tysiąclecia) z początku XVIII wieku
- pomnik murowany wzniesiony na cześć komisarza dóbr szczuczyńskich Samuela Szpielowskiego Neronowicza z 1710 roku przy ul. Szczuki 1; pomnik zniszczono w czasie II wojny światowej
- dworek, w którym mieściła się szkoła żeńska prowadzona przez Siostry Miłosierdzia, rozebrany w 1817 r.
- fortyfikacje bastionowe otaczające miasto w XVIII wieku
- synagoga z 1820 roku. Bardzo bogata, najładniejsza z trzech byłych domów modlitw, stała obok poczty. Spalona razem z dwoma skromniejszymi 21.09.1939 r. przez wycofujące się wojska niemieckie. Pozostały po niej trzy słupy z ogrodzenia.

## Demografia

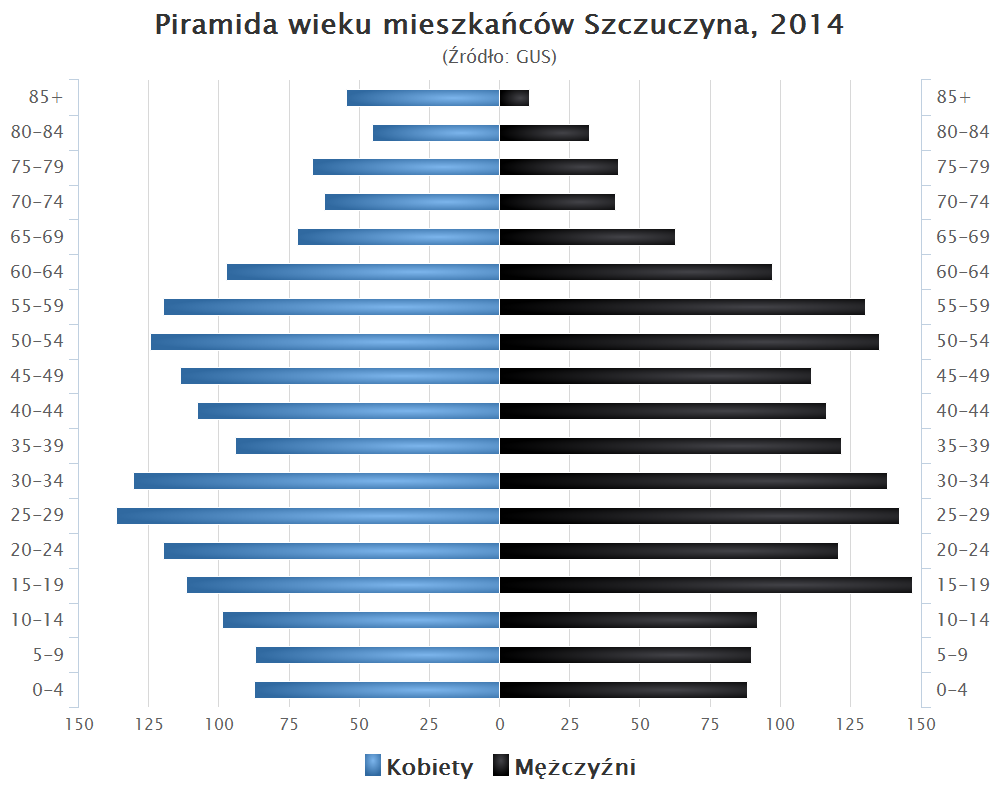
Piramida wieku mieszkańców Szczuczyna w 2014 roku

## Transport
Miasto ma obwodnicę, która jest częścią drogi ekspresowej S-61 Via Baltica a drogi wychodzące z obwodnicy to:
- 58 kierunek Pisz – Ruciane-Nida – Szczytno – Olsztynek
- 61 kierunek Augustów – Grajewo – Szczuczyn – Łomża – Ostrołęka – Warszawa

Przez Szczuczyn nie przebiega linia kolejowa. Najbliższa stacja kolejowa to Grajewo (18 km od miasta). Głównym przewoźnikiem autobusowym w mieście i okolicy jest PKS Łomża. Można spotkać tu również autobusy PKS Suwałki, PKS Warszawa oraz PKS Transkom Pisz. Szczuczyn ma bezpośrednie połączenia autobusowe z Białymstokiem, Łomżą, Warszawą, Grajewem, Ełkiem, Radziłowem, Jedwabnem, Suwałkami, Augustowem, Piszem, Białą Piską, Oleckiem, Giżyckiem, Gołdapią i in. W okresie letnim bywa uruchamiany dodatkowy kurs do Lublina i Władysławowa przez Gdańsk.

## Nowe tereny inwestycyjne[19]
Podstrefa Szczuczyn w Suwalskiej Specjalnej Strefy Ekonomicznej
Lokalizacja: Szczuczyn, na styku dróg krajowych 61 (Warszawa – Ostrów Mazowiecka – Suwałki) oraz 58 (Pisz – Olsztyn)
Powierzchnia: 5 działek o łącznej powierzchni 12 ha

## Sport
- Wissa Szczuczyn – klub piłkarski

## W filmie
- W Szczuczynie oraz w okolicznych miejscowościach realizowano zdjęcia do polskiego filmu fabularnego W imię... z 2013 roku w reżyserii Małgorzaty Szumowskiej.

## Współpraca międzynarodowa
- Miasto ma nawiązaną współpracę z miastem Szczuczyn na Białorusi oraz Równe na Ukrainie.